# Estación de Friburgo
La estación de Friburgo es una estación ferroviaria situada en la ciudad suiza de Friburgo, en el Cantón de Friburgo.

## Historia
La primera estación fue construida en los años 1872 - 1873 al lado del edificio actual, que data del año 1929. En la actualidad, la estación primitiva ha pasado a ser desde el año 2007 un centro cultural.

## Situación
En términos ferroviarios, la estación se sitúa en las líneas Lausana - Berna, Friburgo - Yverdon-les-Bains y Friburgo - Ins. Sus dependencias ferroviarias colaterales son la estación de Villars-sur-Glâne hacia Lausana, la estación de Düdingen en dirección Berna y la estación de Givisiez en dirección Yverdon-les-Bains e Ins.

## Servicios ferroviarios
En la estación tienen parada diversos servicios ferroviarios, operados mayoritariamente por los SBB-CFF-FFS, aunque también con la presencia de otros operadores como TPF o BLS, y con destinos a las principales ciudades suizas como son Lucerna, Berna, Zúrich, Lausana o Ginebra, además de trenes regionales para poder acceder a las diferentes comunas del Cantón de Friburgo.

### Larga distancia
- IC San Galo - Gossau - Flawil - Uzwil - Wil - Winterthur - Zúrich-Aeropuerto - Zúrich - Berna - Friburgo - Lausana - Ginebra-Cornavin - Ginebra-Aeropuerto.
- IR Ginebra-Aeropuerto - Ginebra-Cornavin - Lausana - Friburgo - Berna - Zofingen - Sursee - Lucerna.

### Regionales
- RE Bulle - Romont - Friburgo. Esta línea forma parte de la red RER Fribourg, y consta de un servicio cadenciado que solo efectúa estas tres paradas. Cuentan con una frecuencia de en torno a media hora por sentido de lunes a viernes, que se reduce a una hora los sábados y domingos. Algunos servicios son prolongados hasta Berna. Operado por TPF y SBB-CFF-FFS.
- R Romont - Friburgo - Payerne - Yverdon-les-Bains. Trenes cada hora entre Romont e Yverdon-les-Bains, parando en todas las estaciones del trayecto. Trenes entre Friburgo y Estavayer-le-Lac cada hora, totalizando una frecuencia en el tramo Friburgo - Estavayer-le-Lac de un tren cada media hora.
- R Friburgo - Murten - Ins/Kerzers. Trenes cada hora desde Friburgo hasta Murten y Ins. En horas punta de lunes a viernes existen trenes de refuerzo desde Friburgo hasta Murten y Kerzers. Operado por TPF.

### S-Bahn Berna
Hasta Friburgo llegan los trenes de una línea de la red S-Bahn Berna, operada por BLS:
- S 1 Friburgo - Flamatt – Berna – Münsingen – Thun